# جون شالمرز
جون شالمرز (بالإنجليزية: John George Chalmers)‏ هو محامي وقاضي أمريكي، ولد في 17 أغسطس 1874 في Downsville, New York ‏ في الولايات المتحدة، وتوفي في 8 يونيو 1962.